# Aurore de Sicile
Anthocharis damone
Pour les articles homonymes, voir Aurore.
Espèce
L’Aurore de Sicile (Anthocharis   damone)  est un insecte lépidoptère  de la famille des Pieridae, de la sous-famille des Pierinae et du genre Anthocharis.

## Dénomination
Anthocharis   damone (Boisduval, 1836)

### Noms vernaculaires
L'Aurore de Sicile se nomme Eastern Orange Tip en anglais.

### Sous-espèces
- Anthocharis damone eunomia Freyer, 1851.
- Anthocharis damone fickleri Seyer, 1985.

## Description
L'Aurore de Sicile  présente le même dimorphisme sexuel que les autres Aurore: les ailes antérieures du mâle jaunes marquées d'une tache noire ont un apex orange bordé d'une petite bande foncée alors que la femelle est blanche avec ces mêmes tache noire et bande à l'apex. Les ailes postérieures sont marbrées de vert et ces marques sont intenses sur le revers.

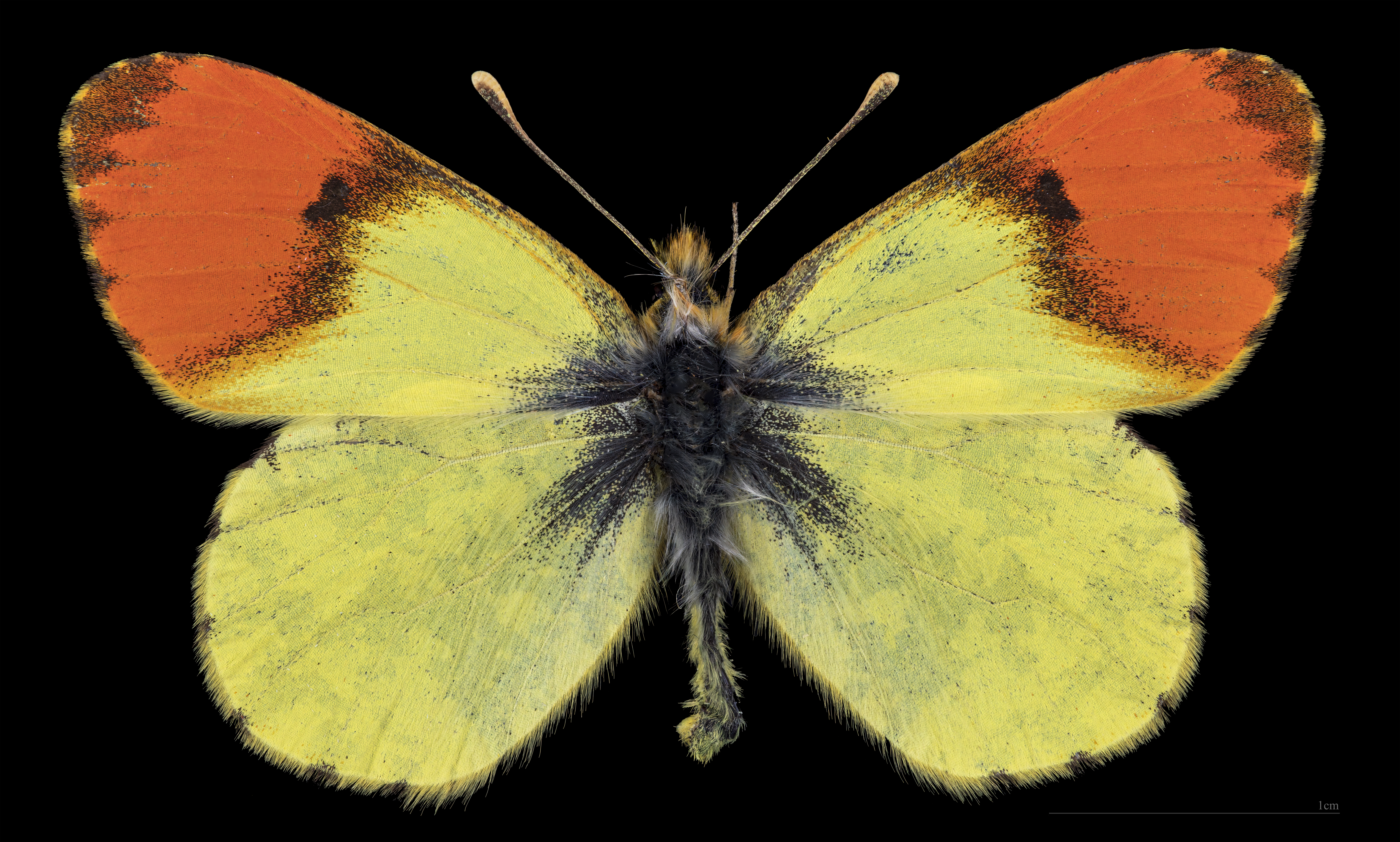
Anthocharis damone ♂   MHNT
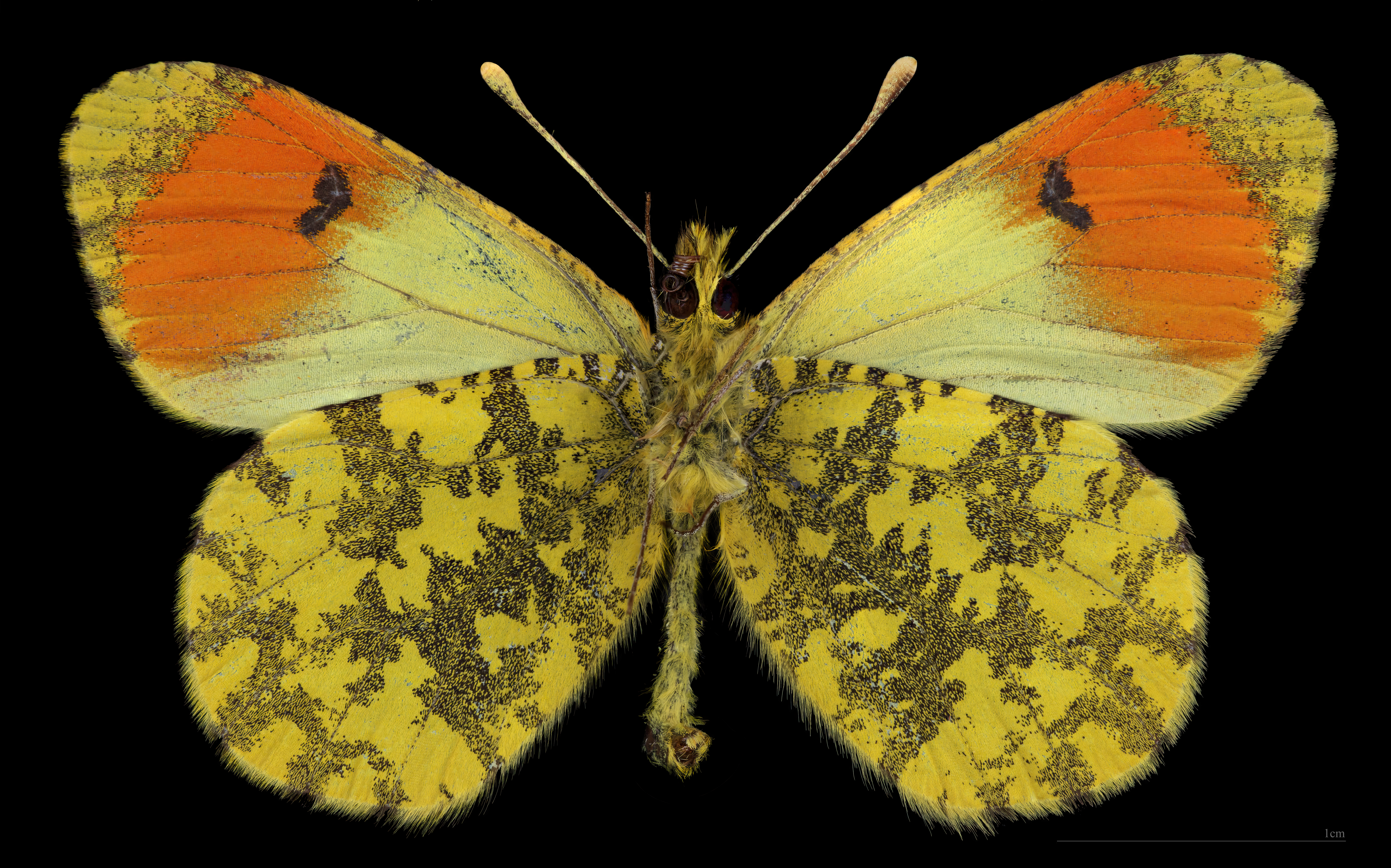
Anthocharis damone ♂   △ MHNT

## Biologie
Les œufs donnent des chenilles vertes puis des chrysalides blanchâtres.

### Période de vol et hivernation
Les adultes volent d'avril à juin, en une seule génération annuelle.
Elle hiverne dans sa chrysalide, au stade nymphal.

### Plantes hôtes
La plante-hôte de la chenille est isatis tinctoria et Aethionema saxatilis

## Écologie et distribution
L'Aurore de Sicile est présente dans le sud de l'Italie,en Sicile, Grèce, Iran.

### Biotope
Elle est inféodée aux  pentes caillouteuses.

### Protection
Pas de statut de protection particulier